# Victor Luntz
Victor Luntz (8. března 1840 Ybbs, Dolní Rakousy – 12. říjen 1903 Vídeň) byl architekt a profesor architektury ve Vídni.

## Život
Narodil se v rodině úředníka Andrease Luntze. V roce 1847 se rodina přestěhovala do Vídně, kde Luntz studoval na střední škole. Pak studoval v letech 1856–1860 na Technické univerzitě ve Vídni a v letech 1860–1864 studoval na Akademii výtvarného umění ve Vídni u osobností jako je Eduard van der Nüll, August Sicard von Sicardsburg nebo Friedrich von Schmidt, u kterého byl dlouholetým zaměstnancem. Na studiích byl v roce 1862 odměněn Gundelovou cenou. V roce 1874 se oženil s Felicitas Auguste Wielemans, dcerou architekta Alexandra Wielemanse.
od roku 1885 byl profesorem na Technické univerzitě ve Vídni, od roku 1891 byl profesorem na speciální škole architektury Akademie výtvarného umění ve Vídni.
Viktor Luntz bydlel v Florianigasse 39, Josefstadt (Vídeň 8). Jeho hrob je na Centrálním hřbitově ve Vídni, původně byl pochován na hřbitově Sankt Marxer. V roce 1920 byla po něm jmenována ulice Luntzgasse ve Vídni Brigittenau (20. okres).

### Vyznamenání
- 1867 Rytířský kříž Řád Františka Josefa [2]
- 1900 Řád železné koruny III. třídy [2]

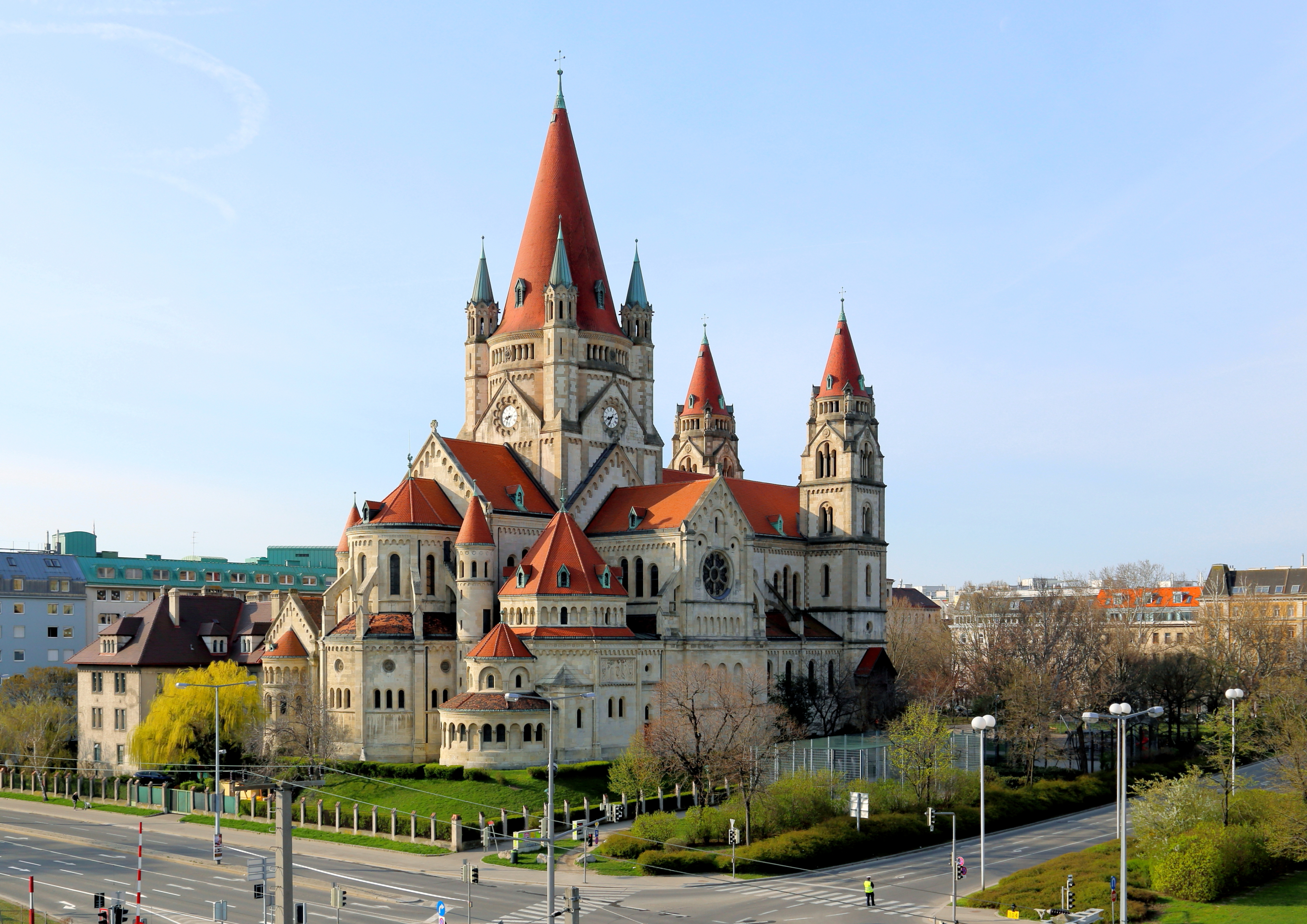
Kostel sv. Františka z Asisi ve Vídni.

## Dílo
Victor Luntz byl považován za odborníka gotiky, jeho díla byla projektována v historizujících slozích neoromantizmu, neogotiky i novorenezance. Zabýval se převážně výstavbou sakrálních staveb a restaurováním budov. V roce 1874 se zúčastnil soutěže o výstavbu Rudolfína v Praze.
- 1902–1914 nejvýznamnějším dílem je kostel Svatého Františka z Asisi ve Vídni (neorománský styl), po jeho smrti v roce 1903 pokračoval ve stavbě August Kirstein
- 1892 náhrobek pro jeho učitele Friedricha von Schmidta
- 1881 palác, Vídeň 3, Reisnerstraße 48 (dnes Korejské velvyslanectví)
- 1893 kaple Varnsdorf
- 1903 kostel minoritů, Vídeň 1, Minoritenplatz (výstavba v letech 1903–1909)